# Unione Sportiva Viterbese 1970-1971
Questa pagina raccoglie le informazioni riguardanti l'Unione Sportiva Viterbese nelle competizioni ufficiali della stagione 1970-1971.

## Rosa
| N. |                   | Ruolo | Calciatore           |
| -- | ----------------- | ----- | -------------------- |
|    | Italia (bandiera) | C     | Renzo Bartoletti     |
|    | Italia (bandiera) | C     | Valerio Bertoldo     |
|    | Italia (bandiera) |       | Bonni                |
|    | Italia (bandiera) | D     | Alessandro Campani   |
|    | Italia (bandiera) |       | Carnaroli            |
|    | Italia (bandiera) | C     | Ivo Ciccozzi         |
|    | Italia (bandiera) | C     | Pasquale Di Giovanni |
|    | Italia (bandiera) | C     | Corrado Fragasso     |
|    | Italia (bandiera) | A     | Marino Gargenti      |
|    | Italia (bandiera) |       | Leonardi             |
|    | Italia (bandiera) | D     | Armando Lorenzon     |
|    | Italia (bandiera) | D     | Marcello Marini      |

| N. |                   | Ruolo | Calciatore           |
| -- | ----------------- | ----- | -------------------- |
|    | Italia (bandiera) | A     | Mauro Marini         |
|    | Italia (bandiera) | P     | Leo Massitti         |
|    | Italia (bandiera) | A     | Armando Menegon      |
|    | Italia (bandiera) | A     | Bernardo Pescosolido |
|    | Italia (bandiera) | D     | Lorenzo Piacentini   |
|    | Italia (bandiera) |       | Pieri                |
|    | Italia (bandiera) | P     | Renzo Restani        |
|    | Italia (bandiera) | C     | Alberto Rigantè      |
|    | Italia (bandiera) | A     | Carlo Staccioli      |
|    | Italia (bandiera) | C     | Paolo Testorio       |
|    | Italia (bandiera) | C     | Vincenzo Toscano     |
|    | Italia (bandiera) | C     | Roberto Vuerich      |